# 臺南市立新市國民中學
22°58′12″N 120°13′31″E / 22.9701°N 120.2254°E
臺南市立新市國民中學，簡稱新市國中。創立於1968年7月，位於中華民國臺南市新市區港墘里5鄰民族路76號。

## 歷任校長
- 黃銀德
- 周水發
- 賴聰林
- 李子春
- 吳勝義
- 蘇武雄
- 蘇敬仲
- 周博川
- 陳仲卿
- 陳瑞榮
- 薛英斌

## 外部連結
- 新市國中 （页面存档备份，存于）